# Myrmica dshungarica
Myrmica dshungarica är en myrart som beskrevs av Mikhail Dmitrievich Ruzsky 1905. Myrmica dshungarica ingår i släktet rödmyror, och familjen myror. Inga underarter finns listade i Catalogue of Life.